# Anata (instrumento)
La anata , instrumento muy ligado a los carnavales de Jujuy, Salta y Tucumán, al norte argentino en general y a los carnavales de Tupiza en Bolivia  , es una flauta de pico construida con un trozo de madera blanda, liviana y de color claro.
Para la construcción de este instrumento tradicional de los habitantes rurales de la zona, se utiliza una madera diferente a la utilizada en las típicas tarkas bolivianas de color rojizo, y también se diferencian de estas porque su construcción es ligeramente más rústica y artesanal, y, puede encontrárselas construidas en tacos de madera levemente curvos —la tarka tiene una forma ortoédrica muy típica, nunca se construyen instrumentos curvos, como sí es el caso de la anata.
La Anata se construye en distintos tamaños y registros, siendo lo más habitual en su ejecución el que suenen juntos dos o tres grupos de anatas afinadas con diferencias de cuartas o quintas —estas diferencias son relativas, porque los instrumentos no suelen tener una afinación muy precisa, aparte de que varía mucho su registro a medida que se va calentando durante su ejecución, y que cada intérprete debe "hacer llorar" a su anata. Finalmente, es habitual que los intérpretes agreguen pequeños adornos y florituras espontáneos a sus ejecuciones, por lo que su escucha tiene mucho de sorprendente a oídos no indígenas—. Al repetirse una misma digitación sobre instrumentos que están afinados en distinta nota, el movimiento de cuartas y quintas paralelas típicos de esta y de muchas formas musicales andinas tiene una sonoridad muy especial, a mitad de camino entre lo festivo y lo trágico.
La anata es un instrumento algo más rústico que la tarka, por lo que su ejecución es algo más pobre y difícil que la anterior.